# Joaquim Macedo de Aguiar
Joaquim Macedo de Aguiar (1854 - 1882) fue un médico, explorador y botánico portugués.

## Honores
El botánico brasileño Adolpho Ducke nombra el género botánico Aguiaria de la familia de las Malvaceae, en su honor.

## Obras
- 1878. Historia natural da araroba sua acçào physiologica e usos therapeuticos